# Ellsworthgebergte
Het Ellsworthgebergte is het hoogste gebergte van Antarctica en vormt een bergketen van 360 km lang en 48 km breed van noord naar zuid op de westelijke rand van het Filchner-Ronne-ijsplateau. Het gebergte wordt in tweeën gesneden door de Minnesotagletsjer. Het hoogste punt van het gebergte is het Vinsonmassief (5140 m), dat tevens het hoogste punt van Antarctica is. De bergketen werd ontdekt op 23 november 1935 door Lincoln Ellsworth.